# Uğur Boral
Uğur Boral (* 14. April 1982 in Tokat) ist ein ehemaliger türkischer Fußballspieler.

## Karriere
Er begann seine Karriere beim Amateurverein G.O.P. Karadenizspor. Im Sommer 2000 wechselte er zu Kocaelispor in die erste türkische Liga. Als er bei Kocaelispor eine erfolgreiche Saison abgeliefert hatte, wechselte der linke Mittelfeldspieler zu Gençlerbirliği Ankara, aber Gençlerbirliği lieh ihn nach nur einem Jahr an Ankaraspor aus. Boral erreichte mit Ankaraspor den 3. Tabellenplatz der zweiten türkischen Liga und damit den ersten Aufstieg in der Vereinsgeschichte in die Süper Lig.
2006 wechselte er mit einem Fünfjahresvertrag nach Istanbul zum türkischen Traditionsklub Fenerbahçe Istanbul und gewann in seiner ersten Saison die türkische Meisterschaft. Am 12. Dezember 2007 bestritt Uğur Boral seinen ersten Einsatz in der Champions League gegen ZSKA Moskau und erzielte dabei zwei Tore. Nachdem er in der Saison 2009/10 seinen Stammplatz verloren hatte, gelang es ihm nicht mehr diesen zurückzuerobern. So wurde er für die Rückrunde der Saison 2011/12 an den Ligarivalen Samsunspor ausgeliehen und am Saisonende freigestellt.
Nachdem er im Sommer 2012 von Fenerbahçe freigestellt wurde, wechselte er zum Erzrivalen Beşiktaş Istanbul. Auch bei diesem Verein gelang Boral nicht mehr an seine alte Form anzuknüpfen und sich einen Stammplatz zu erkämpfen.
Im Sommer 2015 verließ er nach drei Jahren Beşiktaş und konnte anschließend keinen neuen Arbeitgeber finden. Nachdem er auch in der Wintertransferperiode 2015/16 keinen Verein finden konnte, erklärte er im Februar 2016 seine Karriere für beendet.

## Nationalmannschaft
Boral startete seine Nationalmannschaftskarriere 2004 mit einem Einsatz für die zweite Auswahl der türkische Nationalmannschaft, der türkischen A2-Nationalmannschaft.
Im März 2006 wurde er vom Nationaltrainer Fatih Terim im Rahmen eines Testspiels gegen die tschechische Nationalmannschaft zum ersten Mal in den Kader der türkische A-Nationalmannschaft berufen und gab in dieser Partie sein A-Länderspieldebüt.
Mit der türkischen A-Nationalmannschaft nahm er an der Europameisterschaft 2008 teil und erreichte mit ihr das Halbfinale. In der 2:3-Halbfinalniederlage gegen Deutschland erzielte er das Tor zum zwischenzeitlichen 1:0 für die Türkei.
Insgesamt absolvierte er fünf A2- und zwölf A-Länderspiele für die Türkei.

## Erfolge
Gençlerbirliği Ankara
- Tabellendritter der Süper Lig: 2002/03
- Türkischer Pokalfinalist: 2002/03, 2003/04
- Achtelfinalist im UEFA-Pokal: 2003/04

Ankaraspor
- Tabellendritter der TFF 1. Lig und Aufstieg in die Süper Lig: 2003/04

Mit Fenerbahçe Istanbul
- Türkischer Meister: 2006/07, 2010/11
- Türkischer Vizemeister: 2007/08, 2009/10
- Türkischer Supercupsieger: 2007, 2009
- Viertelfinalist der UEFA Champions League: 2007/08

Mit der türkischen Fußballnationalmannschaft
- Halbfinalist der Europameisterschaft: 2008